# Rittergut Werleshausen
Koordinaten: 51° 19′ 26″ N, 9° 55′ 0″ O

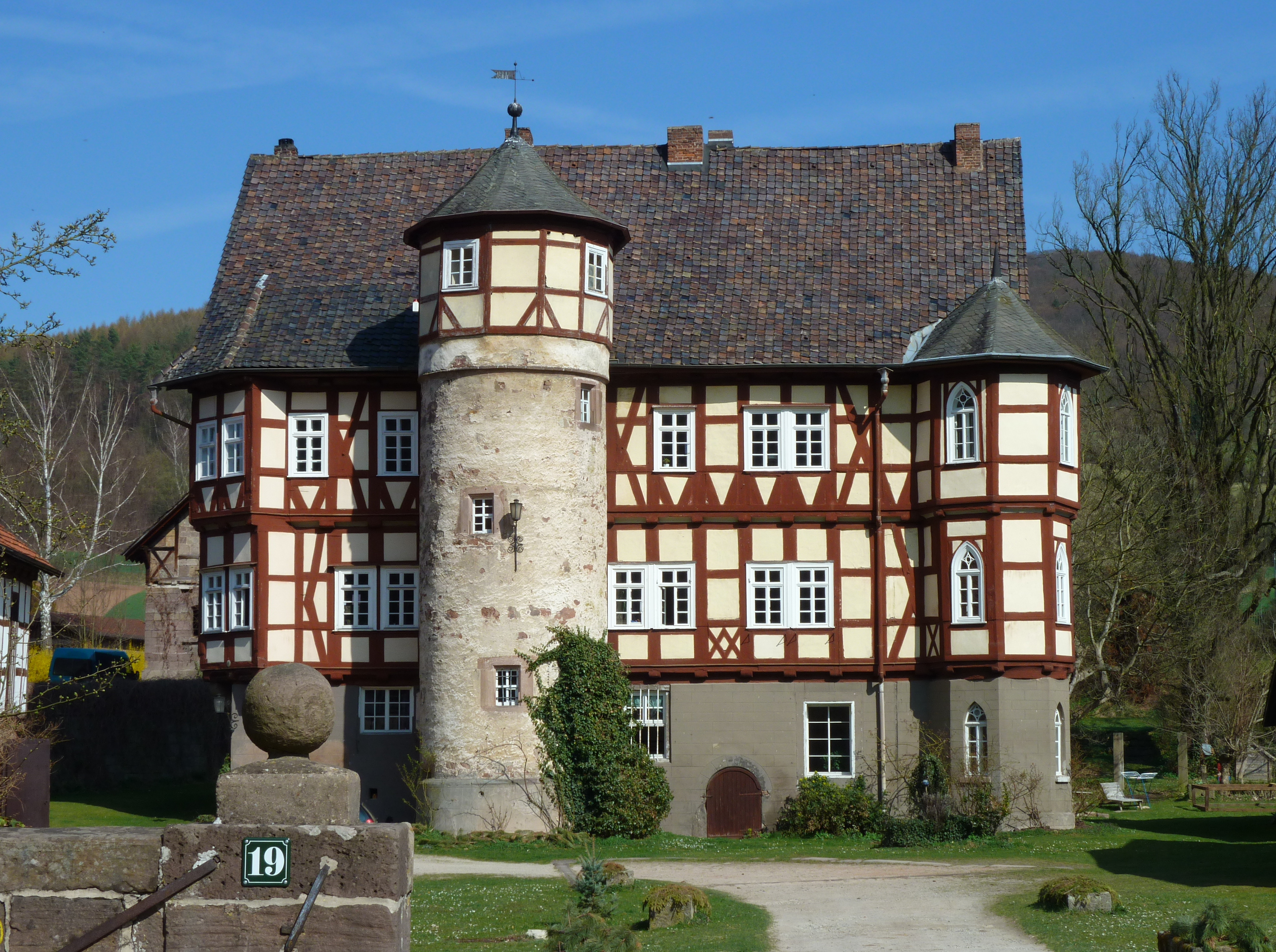
Das schlossgleiche Herrenhaus, 1556 nach Brand auf mittelalterlichen Resten erbaut

Die Rittergut Werleshausen ist ein aus hochmittelalterlicher Zeit stammendes Rittergut mit einem Schloss als Herrenhaus im Witzenhausener Stadtteil Werleshausen im Werra-Meißner-Kreis in Hessen. Das schlossartige Hauptgebäude im Renaissance-Stil ist ein überregional bekanntes bauliches Erkennungszeichen von Werleshausen.

## Lage
Gut und Schloss befinden sich im sich östlich der Werra gelegenen Witzenhausener Ortsteil Werleshausen, im Naturraum Lindewerra-Werleshäuser Schlingen am Westrand des Eichsfeldes. Etwa sechs Kilometer nordnordöstlich liegt das Dreiländereck Hessen-Niedersachsen-Thüringen. Das ehemalige Gut liegt im südlichen Teil des Ortes etwa 150 m von der Werra entfernt im Eckbereich der Straßen An der Junkerscheune und Am Rasen und ist mit Zugang und Schlossfrontseite nach Westen in Richtung Hessen ausgerichtet. Eine Werrabrücke führt direkt zum Anwesen.

## Geschichte
Für den Rundturm wird eine Erbauungszeit um das Ende des 12. Jahrhunderts angenommen. Der Keller mit einem katakombenartigen Gewölbe und die meterdicken Mauern des Erdgeschosses stammen wohl aus der Zeit um 1280. Die Mindestannahme eines damaligen Festen Hauses oder einer kleinen Niederungsburg ist sicher nicht falsch. Ob die knapp 50 Jahre später erstmals urkundlich genannte Adelsfamilie von Hanstein als Erbauer gelten kann, ist unsicher. Sicher angenommen werden kann, dass die befestigte Anlage zur Kontrolle dieses Bereiches des Werratales, der Werra und ihrer Fischerei, sowie der auf der westlichen Seite des Flusses verlaufenden Handelsstraße diente, auf der Salz aus Bad Sooden-Allendorf nach Norden transportiert wurde.
Die Hansteiner besaßen bereits 1336 Ländereien in Werleshausen, die vermutlich zur Ausdehnung ihrer Kernbesitzungen um die Burg Hanstein an die Werra dienen sollten. Der Knappe Johann von Hanstein vertauschte in diesem Jahr „einen freien Hof in ihrem Dorfe Wederoldeshusen“ (Wiederolshausen, das diesen Namen mit Verschleifungen bis weit ins 17. Jahrhundert trug) an einen Bertold von Boykendorf und dessen Frau Hedwig gegen einen anderen Hof in Gerwardeshausen. Etwas erstaunlich, sie nennen Werleshausen schon zu dieser Zeit „ihr Dorf“, denn erst 1355 erwerben die von Hanstein den halben Zehnten und vier Hufen zu Werleshausen als Pfand von T(h)ilo von Wikenand und Lotze aus Witzenhausen; den Rest des Dorfes erwerben sie von den Herren von Worbis, Conrad und Friedrich von Worbez. Zwei Jahre später, am 30. November 1357, werden sie vom Fuldaer Fürstabt Heinrich von Craluc mit dem Dorf Werleshausen und den gekauften Worbis Gütern belehnt.
Zur Finanzierung ihrer Landerwerbungen verkauften sie bereits 1350 ihren Teil des Dorfes Ermeswede samt fuldischem Kirchenlehen, die Orte Stiedenrode und Blickershausen, an die Brüder von Berlepsch von Ziegenberg.
1540 kam es zu einem Brand, der die oberen Teile des Festen Hauses vollständig vernichtete. Nur die Sandsteinmauern des Hauses und der Turm blieben erhalten. Brandspuren sollen sich noch im Kellergewölbe finden lassen.
Ab 1556 wurde dann auf den Resten des alten Gemäuers ein schlossartiges Anwesen im Stil der Renaissance mit zwei Ecktürmen und einem Erker neu errichtet. Erstaunlicherweise steht am Hauswappen aber die Jahreszahl 1565. Möglicherweise dauerte es neun Jahre, bis das Anwesen neugebaut war. Merten von Hanstein der Besitzer des neugebauten Anwesens, 1537 mit drei Brüdern Burchart, Lippold und Curt in einer Urkunde des Klosters Mariengarten benannt, war 1575 Familienältester und hielt vom 16. bis 18. Juni den Lehntag ab, bei dem die Vasallen vorgeladen und förmlich ihrer Lehen bestätigt wurden.
Zwischen 1577 (Heirat) und seinem Tode in Kassel am 2. März 1601 ist Melchior von Hanstein und seine Frau Ange (Agnes) von Berlepsch in Werleshausen bekundet. Melchior v. H. wurde von Kassel nach Werleshausen gebracht und hier beigesetzt.
Im Dreißigjährigen Krieg wurde Werleshausen und das nun Ansitz und Rittergut genannte Anwesen verwüstet und mit Schulden belastet, so dass nach Heimkehr vom Krieg der Erbe Curd(t) Christian von Hanstein ein Erbe nur unter Schuldenerlass annahm. Erstaunlicherweise von der Linie der Hanstein zu Besenhausen, die sich nun dem Kurfürstentum Mainz zu Lehen verpflichteten. Fulda wagte nicht auf seinen alten Rechten zu bestehen. 1683 war Curd(t) Christian von Hanstein zu Werleshausen noch im Besitz des Rittergutes. Zu diesen Zeiten umfasste das Anwesen eine Fläche von 10 Hufen. Später wurden 40 % an den bürgerlichen Ökonomen Siebert verkauft.
In einem Vergleich vom 17. September 1734 wird uns ein Besitzer des Rittergutes benannt, mit dem etwas ungewöhnlichen Namen Liborio Friedrich von Hanstein auf Rottenbach, Rabenrode, Besenhausen, Friedland, Wiesenfeld und Werleshausen nebst seiner Gemahlin Sophie Elisabeth von Mengersen, denen Adam von Hanstein von Sachsen-Coburg 1400 Taler wegen „verschiedener Irrungen“ ausbezahlt. Der Mantel der Geschichte liegt über den Gründen dafür.
Über Jahrhunderte im Besitz derer von Hanstein ging mit der Heirat des Arztes Christoph Andreas Franz Xaver Ladislaus von Christen (1795–1878), ungarischer Adliger und Dekan der Medizinischen Fakultät in Budapest, in dessen zweiter Ehe am 20. April 1840 mit Caroline Friederike Charlotte Ernestine Wilhelmine von Hanstein der Besitz an die briefadelige Familie von Christen über. Eines der zwei Kinder war Hermann von Christen, Land- und Reichstagsabgeordneter der Freikonservativen Partei (ab 1871 auch Deutsche Reichspartei), Erbe und Besitzer des Rittergutes und hier verstorben. Seine drei Söhne erbten 1919 das Rittergut zu gleichen Teilen. Dies waren Fritz von Christen, Walter von Christen und Heinrich (Heino) von Christen (1876–1937), der als Pächter fungierte, verheiratet mit Elisabeth Grandke, Tochter eines kgl. preuß. Wirklichen Geheimen Ober-Finanzrates. 1922 umfasste das Rittergut Werleshausen mit einem Vorwerk 223 ha. Die Erbfolge ging ab 1937/1938 an den ältesten Sohn des Heinrich von Christen, an Wolf von Christen (1906–1976) über. Als weiterer Erben folgte im Minorat, an den jüngsten männlichen Nachfolger, Ullrich von Christen (1920–1943). und dann dessen Neffe Volker von Christen (* 1938).

## Heutige Nutzung
Schwierigere Bewirtschaftung der meist am Hang liegenden Acker- und Grünflächen, geringere Erträge und die aufwendige Erhaltung der unter Denkmalschutz stehenden Gebäude führten dazu, dass ab 1937 der Hof verpachtet wurde. Bekannte Pächter des Gutes waren seit 1937 die Familien Block, Sell, Müller und Sackmann, diese von 1953 bis 1965, danach eine Pächtergemeinschaft aus Ellershausen und ab 1994 die Familie von Schnehen.

## Baubeschreibung

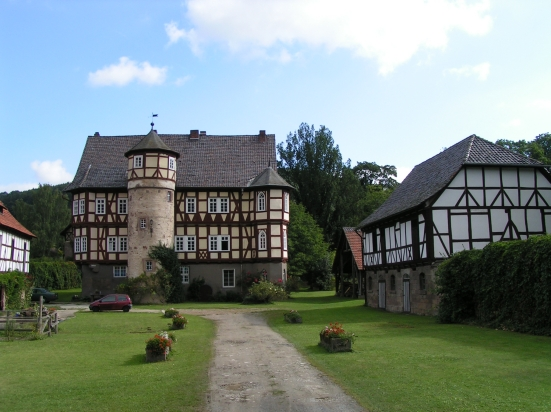
Blick von Westen vom Eingang über die Freifläche zum Herrenhaus mit Turm

Das Rittergut umfasste das Herrenhaus von 1556 und mehrere rechtwinklig dazu stehende Nebengebäude. Das rechteckige etwa sieben- auf dreiachsige Haupthaus besteht aus einem festgemauerten Unter- und Kellergeschoss sowie zwei aus Fachwerk aufgesetzten Obergeschossen und einem ausgebauten Satteldach. Unregelmäßig sind die Fenster als Zwillingsfenster gesetzt. Das Haus hat zwei mit der Spitze ans Dach reichende oktogonale Ecktürme, sich gegenüberliegend an der nordöstlichen und südwestlichen Ecke des Schlossgebäudes, ebenfalls in Fachwerk mit Spitzbogen-Fenstern und Maßwerkfüllung und mit barocker Haube. An der nordwestlichen Ecke befindet sich der zweigeschössige rechteckige Erker baugleich in Fachwerk, zweifach vorkragend und mit abgefasten Kanten, an dessen westlichem spiralförmig geschwungenem Konsolenstein die Jahreszahl „1556“ eingemeißelt und heute mit weißer Farbe hinterlegt ist. Das frühgotische Portal im Eingang zum Parterre lässt andeutungsweise die gotischen Wurzeln des Wechsels vom 13. zum 14. Jahrhundert erkennen.
Das Fachwerk des Herrenhauses ist in beiden Geschossen drei Gefache hoch. Die Schwellen sind mit einer Wulst profiliert. Im Brüstungsbereich der ersten Etage befinden sich in den fensterlosen Gefachen jeweils zwei Andreaskreuze nebeneinander als Füllung, im Geschoss darüber sind durchgehend steile Fußbänder eingebaut. Wahrscheinlich waren die Andreaskreuze früher in allen Gefachen eingebaut, wurden aber offensichtlich bei Veränderungen an den Fenstern entfernt. Verstrebungen im Fachwerk sind jeweils an den Ecken in beiden Geschossen eingebaut und weisen Kopf- und Fußstreben auf, die sich überkreuzen. Ein Brustriegel lief ursprünglich durch beide Geschossen und war mit einem Rundstab profiliert. Er ist zum Teil heute noch erhalten.
Der nach Westen vorgesetzte Rundturm ist der älteste Teil des Anwesens. Mit dem Neubau im 16. Jahrhundert bekam der Turm, wohl als letzter Teil des Neubaus, ein drittes Fachwerkgeschoss und ebenfalls eine barocke Haube und reicht, längst ohne Wehrfunktion, mit seiner Spitze nur noch knapp über die Dachtraufe des Herrenhauses hinaus. Er wurde zu einem Treppenturm mit eingebauter Wendeltreppe umfunktioniert und dient nur noch dem Zugang zu den einzelnen Etagen. 
Das Renaissance-Portal am Turm zeigt ein Allianzwappen des Merten (Diede) von Hanstein (Wappen heraldisch rechts: drei, eigentlich schwarze, linksgerichtete zunehmende Halbmonde (2:1 geteilt) auf silbernem Schild; Helmzier: mit schwarz-silbernen Decken eine (eigentlich) mit drei schwarzen und zwei silbernen Hahnenfedern besteckte, silberne Säule, die von zwei nach außen gekehrten schwarzen Halbmonden beseitet ist.) und seiner Frau Margret (Margarethe) von der Hauben (Wappen: ein silberner Schrägrechtsbalken von zwei silbernen schrägstehenden Lilien beseitet; Helmzier: Auf dem Helm mit rot-silbernen Decken ein rot gekleideter Rumpf eines Mohren inmitten zweier silberner Büffelhörner.), deren beider Namen über dem Wappen eingeschlagen sind. Im Geschlechter- und Urkundenbuch Carl von Hansteins ist der Name der Ehefrau noch mit Margarethe von Dene angegeben, tw. wird auch von Diede genannt, vermutlich ist es aber nur die Abkürzung VDH für von der Hauben. Das Wappen aber kann eindeutig dem Wappen derer von der Hauben zugeordnet werden. Darunter steht der deutsche und lateinische profane Text „WEZ GOD VEZDZAVT / HAT WOL GEBAVBT / V*D*M*I*E*1*5*6*5“, sinngemäß „Wer Gott vertraut, hat wohl gebaut, verbum domini manet in eternum (aeternum) 1565“.
Am 18. April 1971 brannte auf der linken Seite des Hofes die große Scheune nieder. 1976 stürzte auf der gegenüberliegenden Seite der erst 1905 errichtete Kuhstall ein. Durch diese beiden Ereignisse entspricht die jetzige Ansicht des in seiner Gesamtheit unter Denkmalschutz stehenden Anwesens wieder der Situation vor 1850.